# Un po' del nostro tempo migliore
Un po' del nostro tempo migliore, pubblicato nel marzo 1975, è il settimo disco dei Pooh.

## Il disco
Musicato da Roby Facchinetti e Dodi Battaglia, propone melodie meno orecchiabili e immediate degli album precedenti, segno che i quattro cercano una strada più impegnata.
Gli arrangiamenti complessi portano ad una strumentazione tipica del rock progressivo, affidata a Roby Facchinetti, che arricchisce il proprio "angolo tastiere" con mellotron, clavinet, minimoog, clavicembalo e celesta.
Il disco, uno dei più curati del gruppo, è considerato da molti fan come l'apice della carriera artistica dei Pooh.
In radio passano  Eleonora mia madre (in versione ridotta), brano interpretato da Red e Roby e primo testo scritto da Stefano D'Orazio, e la strumentale Mediterraneo.
Il disco si apre con lo strumentale Preludio di sapore classicheggiante, a dimostrazione delle aspirazioni del disco.
Orient Express è frutto dei continui viaggi in giro per il mondo del paroliere Valerio Negrini. Il tempo, una donna, la città è il pezzo più corposo del disco, una canzone di oltre dieci minuti; racconta la lunga avventura di un sogno ed è suddiviso in più segmenti musicali, cantati a turno da Roby, Dodi e Red, per lasciar poi spazio a una coda orchestrale. Recentemente il brano è stato riproposto, a seguito della grande richiesta dei fan, nei tour Dove comincia il sole e Opera seconda, poiché non era stato più eseguito dal vivo dal 1975.
Con la pubblicazione di questo disco cominciano i dissapori col produttore Giancarlo Lucariello, che vorrebbe imporre ai Pooh uno stile a loro giudizio troppo tradizionalista e lontano da quel pop contaminato che li avrebbe caratterizzati negli anni a venire.
La prima stampa in vinile ha busta interna beige con angoli smussati.

## Tracce
LATO A
1. Preludio (strumentale) (Facchinetti) - 3'55"
2. Credo (Facchinetti-Negrini) - 4'30" Voce principale: Roby e Dodi
3. Una storia che fa ridere (Facchinetti-Negrini) - 4'24" Voce principale: Dodi
4. Oceano (Facchinetti-Negrini) - 4'27" Voce principale: Roby
5. Fantasia (Facchinetti-Negrini) - 3'18" Voce principale: Dodi
6. Mediterraneo (strumentale) (Facchinetti-Battaglia) - 5'42"

LATO B
1. Eleonora mia madre (Facchinetti-D'Orazio) - 6'22" Voce principale: Red e Roby
2. 1966 (Facchinetti-Negrini) - 5'02" Voce principale: Roby e Dodi
3. Orient Express (Facchinetti-Battaglia-Negrini) - 4'21" Voce principale: Dodi
4. Il tempo, una donna, la città (Facchinetti-Negrini) - 10'45" Voce principale: Roby, Dodi, Red.

## Formazione
- Roby Facchinetti - voce solista, pianoforte, tastiera, pianoforte elettrico, mellotron, eminent, Minimoog, clavicembalo elettrico, sixtro
- Dodi Battaglia - voce solista, chitarre, mandolino, sitar, steel guitar
- Stefano D'Orazio - voce, batteria, percussioni, flauto traverso
- Red Canzian - voce solista, basso elettrico, violino, chitarra